# Malfa
Malfa a Tirrén-tengerben, Szicíliától északra elhelyezkedő Lipari-szigetek Salina nevű tagjának egyik települése. A kisváros az olaszországi Szicília régió Messina megyéjének része, és közigazgatási szempontból önálló. A település neve a campaniai Amalfi-parttal történő kereskedelemből eredeztethető.

## Fekvése
Malfa a Salina-sziget északi részén található a Monte Fossa delle Felci (962 m) és a Monte dei Porri (860 m) közötti völgy végében, a tengerparton. Része a sziget északnyugati szegletében fekvő Pollara település is. Két szomszédos települése a Santa Marina Salina és Leni.

## Népessége
A népesség alakulása